# Jean-Joseph de Laborde (bankir)
Jean-Joseph de Laborde, född den 29 januari 1724 i Jaca (Spanien), död den 18 april 1794 i Paris, var en fransk markis, bankir och filantrop. Han var far till Alexandre de Laborde.
de Laborde förvärvade i Bayonne stor förmögenhet genom handel på Spanien och Västindien. Han lånade vid flera tillfällen ut pengar till regeringen, samt erhöll på grund därav genom Choiseul markistitel. Under amerikanska frihetskriget (1775–1783) lämnade han regeringen 12 miljoner francs i mynt, varigenom Rochambeaus undsättningsexpedition (1780) möjliggjordes. Dels i Paris, dels på de ofantliga egendomar han inköpt i huvudstadens närhet lät han uppföra en mängd slott och ståtliga byggnader. Han utövade därjämte storartad välgörenhet. Under skräckregeringen blev han för sin rikedoms skull kallad inför revolutionstribunalen och anklagades för att ha stått i förbindelse med ockrare och sänt en stor del av sin förmögenhet ur Frankrike samt dömdes till döden och avrättades.